# 2016年リオデジャネイロオリンピックの北朝鮮選手団
2016年リオデジャネイロオリンピックの北朝鮮選手団（2016ねんリオデジャネイロオリンピックのきたちょうせんせんしゅだん）は、2016年8月5日から8月21日にかけてブラジルのリオデジャネイロで開催された2016年リオデジャネイロオリンピックの北朝鮮選手団、およびその競技結果。

## 概要
今大会は金メダル2個、銀メダル3個、銅メダル2個の合計7個のメダルを獲得した。
ウエイトリフティング女子75kg級では、林貞心が2012年ロンドンオリンピック女子69kg級に続き2大会連続となる金メダルを獲得した。

## 選手団
- 人員: 35人
- 開会式旗手: チェ・ジョンウィ

## メダル
| メダル | 名前           | 競技                 | 種目            | 日付（現地） |
| ------ | -------------- | -------------------- | --------------- | ------------ |
| 金     | 林貞心         | ウエイトリフティング | 女子75kg級      | 8/13         |
| 金     | 李世光         | 体操                 | 男子跳馬        | 8/15         |
| 銀     | 厳潤哲         | ウエイトリフティング | 男子56kg級      | 8/8          |
| 銀     | キム・グキャン | ウエイトリフティング | 女子75kg超級    | 8/15         |
| 銀     | チェ・ヒョシム | ウエイトリフティング | 女子63kg級      | 8/10         |
| 銅     | キム・ソンイ   | 卓球                 | 女子シングルス  | 8/10         |
| 銅     | キム・ソングク | 射撃                 | 男子50mピストル | 8/11         |

## 種目別選手・スタッフ名簿及び成績

### アーチェリー
- カン・ウンジュ（女子個人）643点　15位

### 陸上競技
- キム・クモク（女子マラソン）2時間38分24秒　49位
- キム・ジヒョン
- キム・ヘギョン（英語版）（女子マラソン）2時間28分36秒　11位
- キム・ヘソン（英語版）（女子マラソン）2時間28分36秒　10位
- パク・チョル（男子マラソン）2時間15分27秒　27位
- ラ・ヒョノ

### 体操
- ホン・ウンジョン
  - （女子個人総合）棄権
  - （女子種目別跳馬）14.900点　6位
  - （女子種目別床）12.533点　71位
- 李世光（男子種目別跳馬）15.691点　 金メダル

### 柔道
- キム・ソルミ（女子48kg級）1回戦敗退
- ソル・キョン（女子78kg級）2回戦敗退
- ホン・ククヒョン（男子73kg級）1回戦敗退

### 射撃
- キム・ジョンス
  - （男子エアピストル）575点　27位 予選敗退　
  - （男子50mピストル）548点　24位 予選敗退
- キム・ソングク
  - （男子エアピストル）577点　17位
  - （男子50mピストル）172.8点　 銅メダル
- チョ・ヨンスク
  - （女子エアピストル）381点　12位　予選敗退
  - （女子25mピストル精密射撃）289点　14位
  - （女子25mピストル速射射撃）582点　6位
  - （女子25mピストル決勝前半）12点　7位
- パク・ヨンヒ（女子トラップ）65点　12位　予選敗退

### 飛込
- キム・ウニャン（女子高飛込）357.90点　7位
- キム・グッキャン　　
  - （女子シンクロ高飛込）322.44点　4位
  - （女子高飛込）263.20点　25位　予選敗退
- キム・ミレ（女子シンクロ高飛込）322.44点　4位

### 卓球
- キム・ソンイ
  - （女子個人) 銅メダル
  - （女子団体）2回戦敗退
- リ・ミギョン（女子団体）2回戦敗退
- リ・ミョンスン（女子団体）2回戦敗退

### ウエイトリフティング
- 厳潤哲（男子56kg級）303kg  銀メダル
- キム・グッキャン（女子75kg超級）306kg  銀メダル
- キム・ミョンヒョク（男子69kg級）棄権
- クォン・ヨングァン（男子69kg級）313kg 5位
- チェ・ジョンウィ（男子77kg級）343kg　6位
- チェ・ヒョシム（女子63kg級）248kg  銀メダル
- リ・ソングム
- 林貞心（女子75kg級）274kg　 金メダル

### レスリング
- キム・ヒョンギョン（女子48kg級）予備戦敗退
- チョン・ハクチン
- チョン・ミョンスク（女子53kg級）敗者復活2回戦敗退
- ヤン・ギョンイル（男子57kg級）敗者復活2回戦敗退
- ユン・ウォンチョル（男子グレコローマンスタイル59kg級）2回戦敗退